# Allen Gardiner

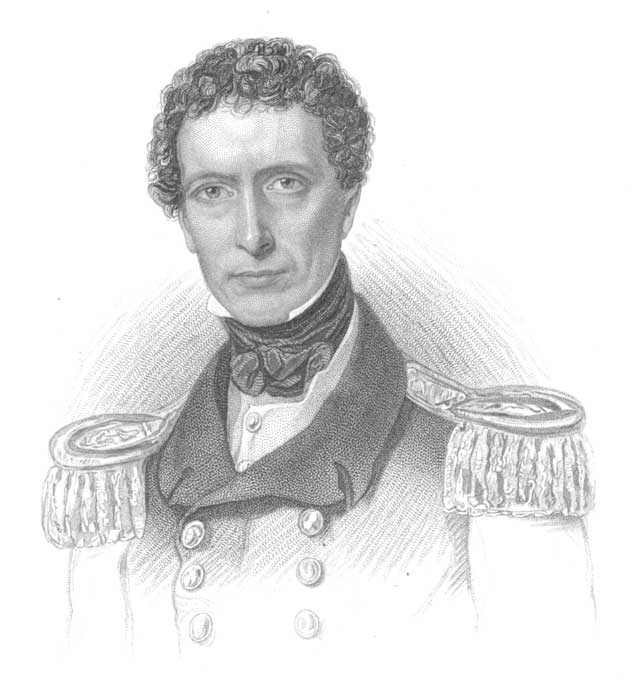
Allen Francis Gardiner

Allen Francis Gardiner (* 28. Juni 1794 in Basildon, Berkshire, England; † 6. September 1851 in Bahía Aguirre, Feuerland) war ein britischer Marineoffizier und Missionar.

## Leben

### Kindheit
Allen Francis Gardiner wurde als fünftes Kind frommer und wohlhabender Eltern geboren. Sein Vater Samuel Gardiner war Herr zu Coombe Lodge, County Oxford. Er erhielt von seinen Eltern eine sorgfältige und religiöse Erziehung, jedoch starb seine Mutter schon früh, so dass ihm der innere Halt verloren ging. Zeitgenössische Quellen sprechen später von einem leichtsinnigen und gottlosen Lebenswandel. Die Seefahrt und das Abenteuer schien auf ihn von Kindheit an eine große Anziehungskraft auszuüben, folgerichtig betrat er schon mit knapp 14 Jahren, am 13. Februar 1808, das Royal Naval College in Portsmouth.

### Dienst in der Royal Navy
Ab Juni 1810 fuhr Gardiner im Dienste der Royal Navy zur See, zunächst als Freiwilliger auf der Fortunée unter Kapitän Henry Vansittart. Von März 1811 bis August 1814 fuhr er auf der Phoebe unter Kapitän Hillyar. Er war an mehreren Seegefechten beteiligt: Im Mai 1811 kämpfte er in einem Gefecht mit drei französischen Fregatten, von denen zwei, die Renommée und die Néréide, gekapert wurden, im August 1814 fand die Seeschlacht vor Valparaíso im Rahmen des Krieges zwischen Amerika und Großbritannien (1812–1814) statt, bei der die amerikanische Essex gekapert wurde. Gardiner gehörte zu den Offizieren, die ausgewählt wurden, um die Prise nach England zu bringen. Im Dezember des gleichen Jahres wurde er zum Lieutenant befördert. 1815 diente er dann auf der Ganymede, 1819 auf der Leander, dem Flaggschiff von Konteradmiral Sir Henry Blackwood. Mit diesem Schiff fuhr er über das Kap der Guten Hoffnung nach Trincomalee (Ceylon). 1820 wechselte er auf die Dauntless unter Kapitän Valentyn Gardner, mit der er in Fernost unterwegs war, Madras, Penang (Malaysia), Malakka, Singapur, Manila, Macau und erneut Trincomalee. In Trincomalee wurde die Dauntless überholt und mit neuer Führung unter Kapitän Gambier ging es über Port Jackson (Neuseeland) nach Chile und Peru, von dort wieder zurück über die Marquesas, Tahiti und China nach Sydney. Krankheitsbedingt heuerte er ab und kehrt über das Kap der Guten Hoffnung nach England zurück, wo er am 31. Oktober 1822 in Portsmouth eintraf.
Die Zeit auf der Dauntless fiel in eine wichtige Phase seiner persönlichen Entwicklung: die (Wieder-)Bekehrung zum Christentum und die Entstehung des Wunsches, selber missionierend tätig zu werden. Schon 1818 schien die Begegnung mit einer sehr gläubigen Freundin seiner Mutter, Lady Grey, einen ersten Anstoß zu geben. Dann, auf der Dauntless, schienen ernste Ermahnungen in den Briefen seines Vaters und schriftliche Vorhaltungen besagter Freundin der Mutter die endgültige Rückkehr zum Glauben zu bewirken. Der Wille zur Mission erwuchs aus den negativen Erfahrung mit der katholischen Kirche in Südamerika und aus der auf Tahiti positiv erlebten Frische der beginnenden anglikanischen Mission.
Nach seiner Rückkehr nach England 1822 versuchte er ohne Erfolg, die London Missionary Society für die Mission bei den „vernachlässigten“ Indianern Südamerikas zu interessieren. Ein Gespräch mit dem Bischof von Gloucester ließ ihn schließlich zunächst in seinem Beruf bei der Royal Navy bleiben.
1823 heiratete Gardiner Julia Susanna Reade, die zweite Tochter von John Reade, Herr zu Ipsden House (County Oxford). Aus der Ehe gingen fünf Kinder hervor, von denen vier die Mutter überlebten. Der Dienst des jungen Ehemanns in der Navy ging weiter, 1824 auf der Jupiter, 1825 als Kapitän auf der Clinker. 1826 wurde er schließlich Commander. Damit endete seine Karriere in der Marine. In der Folgezeit widmete er sich seiner zunehmend kränker werdenden Frau und der Unterstützung verschiedener kirchlicher Vereinigungen. Auch für die Church Missionary Society war er unterwegs.
Am 23. Mai 1834 starb Gardiners Frau und er folgte nun endlich seiner Berufung zum Missionar.

### Mission im Süden Afrikas
Am 24. August 1834 segelte Gardiner auf der Bark Wellington mit der Absicht nach Kapstadt los, den Boden für die Missionierung der Zulu zu bereiten. Zusammen mit seinem polnischen Begleiter Berken reiste er auf dem Landwege von Kapstadt über Grahamstown in das damalige Port Natal, einer Siedlung, deren Einwohner aus einigen englischen Händlern, mehreren Khoikhoi und dreitausend Zulu bestand. Gardiner gelang es, das Vertrauen des regierenden Zulu-Königs Dingane (auch Dingaan) zu gewinnen. Dingane übergab Gardiner das Gebiet zwischen dem Indischen Ozean und den Drakensbergen (Ost-West-Richtung) sowie den Flüssen Tugela und Umzimvubu (Nord-Süd-Richtung), alles in allem mehr als 50.000 km². Der Charakter dieser Gebietsübergabe ist unbekannt. Jedenfalls war sie so ernsthaft gemeint, dass Gardiner sie nicht für sich, sondern nur für die britische Krone annehmen wollte. Zur Abstimmung reiste er zunächst zum Gespräch mit dem Gouverneur der Kapkolonie Benjamin D’Urban nach Grahamstown und anschließend an Bord der Liverpool nach England (1836).
In England heiratete er in zweiter Ehe Elisabeth-Lydia Marsh, die älteste Tochter von Reverend Edward Garrard Marsh. Nach Verhandlungen mit der Church Missionary Society entsandte diese Reverend Francis Owen zur Missionierung nach Port Natal. Mit der Ehefrau, drei Töchtern aus erster Ehe und der Familie Owen schiffte Gardiner sich am 24. Dezember 1836 erneut mit Ziel Port Natal ein. Kurz vor der Ankunft verstarb die älteste Tochter Julia, die auf dem Gelände der von Gardiner gegründeten Missionsstation Berea begraben wurde. Das Grab ist noch heute auf dem Friedhof von St. Thomas zu sehen, eine benachbarte Straße heißt nach ihr Julia Road. Gardiner errichtete die Missionsstation Hambanati auf halber Strecke zwischen Port Natal und dem Tugela am Toongat-Fluss.
Buren, die von der Freundlichkeit Dinganes gegenüber Gardiner gehört hatten, wollten ähnliche Konzessionen von Dingane erhalten. Die Kontakte endeten jedoch in den Massakern an 70 Voortrekkern im königlichen Kraal (6. Februar 1838) und demjenigen bei Bloukrans. Die Situation für die Fortführung der Arbeit war in der aufgewühlten Atmosphäre hoffnungslos, so dass Gardiner das Land verließ, um an anderer Stelle seine Arbeit fortzusetzen.
Allen Gardiner war außerdem am 25. Juni 1835 an der Umbenennung Port Natals in Durban – nach Gouverneur d’Urban – beteiligt.

### Einmal um die Erde
Am 15. Mai 1838 schiffte Gardiner sich mit seiner Frau und den verbliebenen beiden Töchtern in Kapstadt nach Rio de Janeiro und dann Buenos Aires ein. Von dort ging es 900 Meilen durch die Pampa nach Mendoza und über die Kordilleren nach Concepción am Río Bío-Bío (Chile), das man im Dezember 1838 erreicht. Von Concepción aus unternahm er mehrere Reisen, um Ziele für die Missionierung zu erkunden. Unter anderem besuchte er das Volk der Mapuche, die damals noch die vollständige Unabhängigkeit gegenüber den Spaniern behaupteten (später missionierte sein Sohn, Allen W. Gardiner, bei den Mapuche). Diese Reisen aber auch die Weiterreise nach Valdivia brachte nicht die gewünschten Erfolge. So schiffte Gardiner sich am 29. Mai 1839 in Valparaíso auf der erneuten Suche nach einem geeigneten Platz zur Missionierung ein.
Über Tahiti und Sydney gelangte er im Oktober 1839 nach Timor. Dies war der Ausgangspunkt für das ins Auge genommene Ziel Ternate in Neuguinea. Er entkam Schiffbruch und Piraten knapp, die Familie erkrankte an schwerem Fieber, Erdbeben und andere Schwierigkeiten stellen sich ihm in den Weg. Letztendlich scheiterten Gardiners Bemühungen für den Aufbau einer Mission in Ternate aber an holländischen Gouverneuren und moslemischen Sultanen. Zur Wiederherstellung der Gesundheit fuhr die Familie nach Kapstadt. Bald reiste man jedoch wieder zurück nach Südamerika. Über Valparaíso gelangte die Familie schließlich auf die Insel Chiloé (Juli 1841). Auf der Fahrt zu der Insel wurde er von einem katholischen Mönch wiedererkannt, der schon beim ersten Aufenthalt Gardiners in Chile dessen Projekte hintertrieb. Auch jetzt verstand er es, Gardiner so viele Schwierigkeiten zu bereiten, dass Gardiner schließlich im November 1841 auf dem Seewege nach den Falklandinseln reiste, wo er am 24. Dezember 1841 in Port Louis eintraf. Von dort aus sondierte er, zunächst erfolgreich, Möglichkeiten der Missionierung in der Magellanstraße (März 1842). Da seinen Schreiben um Unterstützung an die Church Missionary Society kein Erfolg beschieden war, segelte Gardiner schließlich mit seiner Familie über Rio de Janeiro (von dort an Bord des schwedischen Schiffs Fanchon) nach England zurück.
Im Februar 1843, nach reichlich sechs Jahren Abwesenheit und Reisen um den ganzen Globus, traf Gardiner wieder in der Heimat ein. Er suchte in England Unterstützung für seine Missionsvorhaben in Patagonien und ging wegen mangelnden Erfolgs 1843 zunächst im Auftrage der Bibelgesellschaft erneut nach Südamerika, um Bibeln zu verteilen. Diese Reise dauerte sieben Monate. Nach der Rückkehr gründete Gardiner im Juli 1844 die Patagonian Missionary Society (PMS). In deren Auftrag brach er erneut zur Magellanstraße auf.
Trotz großer Anstrengungen vermochte Gardiner es nicht, Mittel für eine weitere Mission nach Patagonien zu erlangen. So machte er sich zu einer neuen großen Missionsreise an die Westküste Südamerikas auf. Am 23. September 1845 segelte er zusammen mit dem jungen spanischen Protestanten Federigo Gonzales an Bord der Plata von Liverpool aus nach Montevideo, von dort mit der Brigg Alciope nach Valparaiso und dann mit dem französischen Schiff Leonie weiter nach Cobija (5. Februar 1846). Cobija wurde zum Ausgangspunkt der Reise über die Kordilleren nach Tarija, danach ging es nach Caraparí, von dort über Zapatera (21° 10′ S, 63° 49′ W) nach San Luis und Santa Cruz und zurück nach Tarija (25. Juli 1846). Gardiner erwähnte in seinem Tagebuch, dass er mit seinem Begleiter in den fünf Monaten seit Cobija 1061 Meilen „over, perhaps, the worst roads in the world“ zurückgelegt hatte. Beide waren während dieser Zeit schwer krank. Im September hatte Gardiner beim Präsidenten Boliviens in Chuquisaca eine Audienz und von diesem weitreichende Vollmachten für die Missionierung der Indianer bekommen. Aber auch dieser Erfolg zerschlug sich, als wenig später ein Staatsstreich den Präsidenten das Amt kostete. Nach einem Aufenthalt in Potosí kehrte Gardiner nach England zurück, im Februar 1847 landete er in Southampton.

### Patagonien/Feuerland
Von Anfang an, aber ganz besonders seit seinem Besuch auf den Falklandinseln im Jahre 1842 lag Gardiner die Missionierung in Patagonien bzw. Feuerland besonders am Herzen. Er hatte damals, 1842, verzweifelt eine Möglichkeit zur Reise von den Falkland-Inseln in die Magellanstraße gesucht. Doch auf Falkland legten nur Walfänger an, die Wale fangen und nicht in die Magellanstraße reisen wollten. Gardiner bot 200 Pfund, der Gegenwert eines Wales, für eine Überfahrt, doch kein Schiff fand sich zu dieser Reise bereit. Schließlich heuerte er einen gebrechlichen Schoner, die Montgomery, für 100 Pfund an. Der erste Kontakt mit der einheimischen Bevölkerung auf der unwirtlichen Südseite der Magellanstraße, Feuerland, verlief so erfolglos, dass Gardiner nach Cape Gregory auf der Nordseite, an der zweiten Enge in der Magellanstraße, segelte. Dort, in Oazy Harbour (Seno Oazy, 52° 41′ 0″ S, 70° 32′ 0″ W), fand er freundliche Aufnahme bei einem Stamm. Um die notwendigen Mittel für die weitere Missionierung zu beschaffen, segelte Gardiner zu den Falklandinseln und von dort mit seiner Familie nach England. Doch erst 1845 konnte er, mit den Mitteln der von ihm gegründeten PMS ausgestattet, wieder zu diesem Stamm zurückkehren. Im Februar traf er mit dem Schuldirektor Robert Hunt auf der Brigg Rosalie in Oazy Harbour ein. Die Verhältnisse bei dem Stamm hatten sich jedoch in der Zwischenzeit geändert. Zudem hintertrieb ein Padre indianischen Blutes die Bemühungen Gardiners. Unverrichteter Dinge fuhr man auf der Bark Ganges zurück nach England, wo die beiden Missionare im Juni 1845 eintrafen. Der Misserfolg führte zu großer Enttäuschung bei der Missionsgesellschaft.

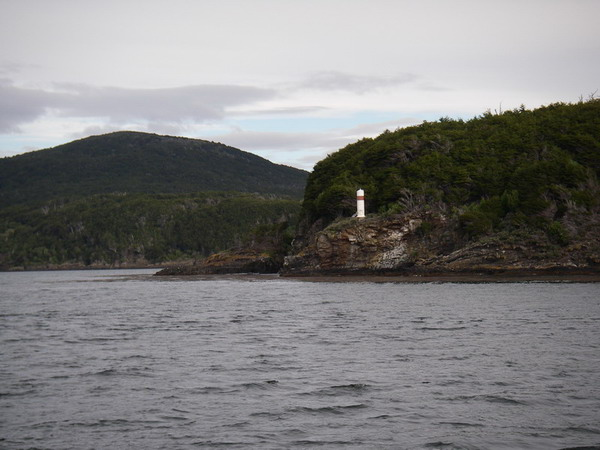
Isla Gardiner vor Isla Picton

Auch nach diesem Fehlschlag gab Gardiner seinen Plan zur Missionierung in Patagonien nicht auf. Sein Augenmerk richtete sich nach den Erfahrungen in der Magellanstraße nun auf den äußersten Süden des Kontinents, wohin der spanische Einfluss und damit der Einfluss der katholischen Kirche nicht reichte. Er reiste durch das Vereinigte Königreich und versuchte, mit Vortragsreisen für die Idee zu werben und Geld zu sammeln. Schließlich, im Januar 1848, konnte er sich endlich mit drei Begleitern und ausgerüstet mit zwei Barkassen und Zelten an Bord der Clymene, die nach Payta (Peru) bestimmt war, in Richtung Feuerland einschiffen. Im März gingen sie an der Südostspitze von Picton Island (Isla Picton) an Land. Da die Gegend für eine Missionsstation nicht geeignet schien, verholte man sich nach Banner Cove (Caleta Banner) an der Nordküste von Picton. Beim Versuch, zur Clymene zurückzukehren, gerieten sie in Sturm und wurden auf Lennox Island (Isla Lennox) schiffbrüchig. Glücklicherweise wurden sie dort aber am folgenden Tag von der Clymene gefunden. Mit der Clymene kehrten die Missionare nach Banner Cove zurück. Ein Lagerhaus wurde errichtet, aber das ablehnende Verhalten der Einheimischen führte ein vorläufiges Ende der Mission herbei. Gardiner und seine Männer fuhren auf der Clymene am 1. April weiter nach Payta und von dort aus über Panama wieder nach England.
Nach diesem erneuten Misserfolg versuchte Gardiner die bei den Grönländern mit der Mission erfolgreiche Herrnhuter Brüdergemeine für das Vorhaben zu gewinnen, aber diese betrachten die Missionierung in Feuerland als undurchführbar. Gardiner gab nicht auf und erreichte dennoch die Ausrüstung einer neuen Expedition nach Feuerland.

### Das dramatische Ende
Am 7. September 1850 schiffte Gardiner sich mit sechs Mitstreitern in Liverpool auf der Bark Ocean Queen ein. Ihn begleiteten Joseph Erwin (Zimmermann, er hatte Gardiner schon auf der Reise von 1848 begleitet), John Maidment (als Katechet), Richard Williams (Arzt und Laienprediger) und die drei Seeleute John Pearce, John Badcock und John Bryant. Die Ocean Queen unter Kapitän Cooper war nach San Francisco bestimmt und sollte Gardiner auf Feuerland absetzen. An Bord des Schiffes waren Proviant für sechs Monate und die beiden 26-Fuß-Barkassen Pioneer und Speedwell sowie zwei Beiboote von jeweils 8 Fuß Länge genommen, mit denen Gardiner sich in Feuerland bewegen wollte.

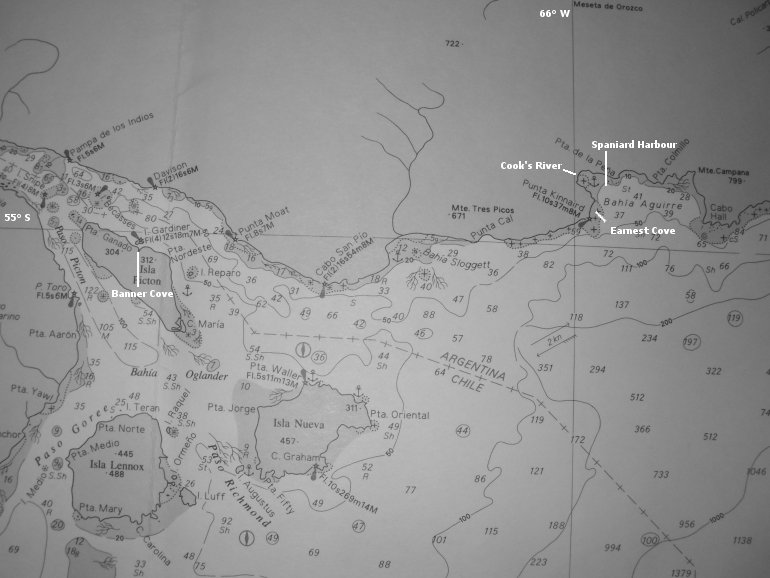
Die Stationen der letzten Reise von Gardiner

Nach dreimonatiger Reise ankerte die Ocean Queen am 5. Dezember 1850 vor Picton Island. Gardiner ging mit seinen Männern in Banner Cove (Caleta Banner) an Land, die Ocean Queen setzte am 19. Dezember ihre Reise fort. Aus den widersprüchlichen Berichten muss man schließen, dass zumindest ein Teil der Munition für die Missionare an Bord der Ocean Queen vergessen wurde. Zunächst gab es aber große Probleme mit den Einheimischen. Geplant war, mit den beiden Barkassen weiter nach Westen zu dem seinerzeit mit der Beagle nach England gebrachten und Englisch sprechenden Yámana-Indianer Jemmy Button vorzustoßen. Mit seiner Hilfe als Dolmetscher hoffte man sich mit den Indios auf Picton zu verständigen. Zuvor sollten die mitgebrachten Vorräte an einem sicheren Ort deponiert werden, doch die Versuche zu diesem Zwecke Blomfield Harbour an der Nordseite des Beagle-Kanals zu erreichen, scheiterten dreimal an den stürmischen Wetterbedingungen; beim dritten Mal wurde man gar bis zur südlich von Picton Island gelegenen Lennox Island (Isla Lennox) abgetrieben (6. Januar 1851). Dort wurden die beiden Barkassen zu Reparaturzwecken aufgeslippt, die Beiboote waren während der Versuche, Blomfield Harbour zu erreichen, verloren gegangen.

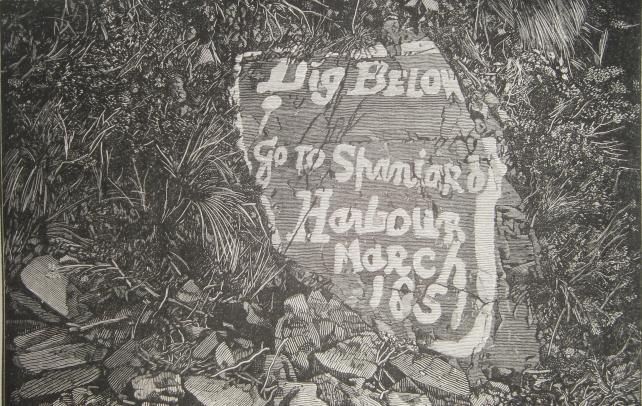
Zeitgenössische Darstellung des Hinweises für die Retter

Von Lennox Island segelten die Missionare nach Spaniard Harbour (Puerto Español in der Nordwest-Ecke der Bahía Aguirre, 18. Januar 1851, 54° 55′ S, 65° 59′ W). Doch neues Ungemach nahte, am 1. Februar ließ ein Sturm die Pioneer stranden. Nun war nicht mehr daran zu denken, Jemmy Button zu erreichen. Als einzige Möglichkeit verblieb, auf das in fünf Monaten erwartete Versorgungsschiff zu warten. Die gestrandete Pioneer wurde höher auf den Strand neben einer Höhle gezogen und als Nachtquartier benutzt (Earnest Cove). Ende März fuhr man wegen versiegender Vorräte noch einmal nach Banner Cove, um dort vergrabene Vorräte zu holen. Die Schiffbrüchigen vergruben hier eine Flaschenpost für das erwartete Versorgungsschiff und schrieben mit großen Lettern an den aufragenden Felsen: „Dig below. Go to Spaniard Harbour. March 1851“. Von der einheimischen Bevölkerung konnte im Tauschhandel Fisch erworben werden, aber die Feindseligkeiten nahmen zu und am 29. März fuhr man endgültig zurück nach Spaniard Harbour.

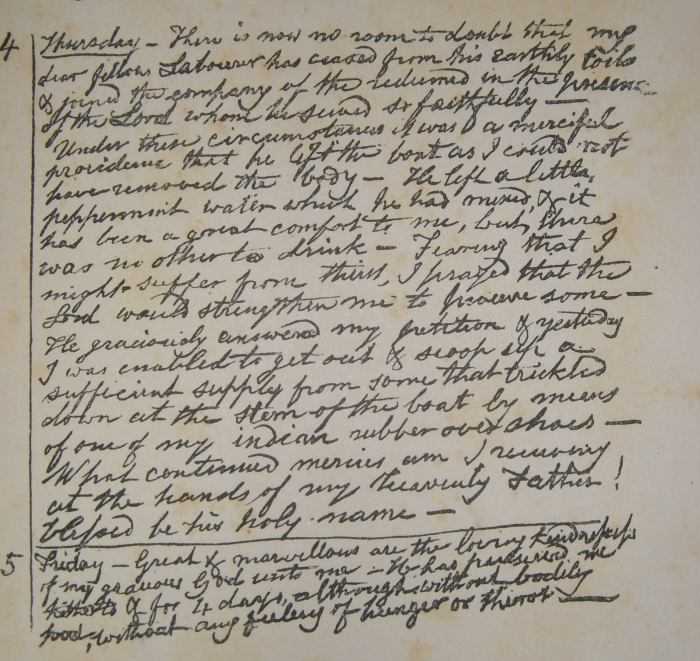
Die letzte Tagebuchseite Gardiners

Die Speedwell wurde in Cook’s River (Río Bonpland) hineingezogen. Man hatte nun zwei Standorte in Spaniard Harbour, Cook’s River mit der Speedwell und Earnest Cove mit der gestrandeten Pioneer, beide etwa zwei Meilen voneinander entfernt. Die Versorgungslage verschlechterte sich zusehends, Williams und Badcock bekamen Skorbut. Der Winter der Südhalbkugel begann. Ende Mai wurde das verbliebene Fischernetz zerstört. Als erster starb Badcock an Hunger und den erlebten Strapazen (28. Juni), dann folgten im August Erwin (23.) und Bryant (26.). Am 3. oder 4. September starb Maidment und am 6. September Gardiner. Beide waren zuletzt bei der Pioneer in Earnest Cover. Auch die bei der Speedwell befindlichen Williams und Pearce starben in diesen Tagen.

## Epilog

### Die Hilfe kommt zu spät
Die Missionsgesellschaft in England bemühte sich um ein Schiff für den Nachschub, aber ohne Erfolg. Man vertraute wohl auch ein wenig zu sehr auf die Äußerungen von Captain Gardiner, dass in Feuerland ausreichend Fisch und Wild für die Ernährung vorhanden wäre, und auf seine Verbindung zu Samuel Lafonte. In der Tat hatte dieser Händler aus Montevideo mit großen Besitzungen auf Falkland bereits drei Schiffe angewiesen, einen Zwischenstopp auf Picton Island einzulegen und Nachschub zu liefern, aber diesen Anweisungen war nicht Folge geleistet worden. Lafonte schickte dann ausschließlich zu dem Zweck, nach Gardiner und seinen Leuten zu suchen, die John Davison unter Kapitän Smyley nach Feuerland. Am 21. Oktober 1851 fanden sie die Inschrift am Felsen in Banner Cove und gruben die Flaschenpost aus, am 22. Oktober trafen sie in Spaniard Harbour ein. Sie fanden dort die Leichen von Pearce und Williams und das Grab von Badcock. Ein heftiger Sturm verhinderte weitere Nachforschungen, das Schicksal von Gardiner und Maidment blieb offen.
Zu gleicher Zeit hatte die englische Admiralität in Sorge um das Schicksal von Gardiner HMS Dido unter Kapitän Morshead die Anweisung gegeben auf dem Wege in den Pazifik einen Abstecher nach Picton Island zu machen und nach den Missionaren zu suchen. Die Dido erreicht am 19. Januar 1852 Banner Cove, fand dort zwar nicht mehr die bereits von den Männern der John Davison ausgegrabene Flaschenpost, die Nachricht am Felsen reichte aber, um den Weg nach Spaniard Harbour zu weisen. Dort entdeckten sie die Pioneer und die Leichen von Gardiner und Maidment. Gardiner hatte vor seinem Tode noch die gestrandete Pioneer verlassen und war aus Schwäche nicht wieder hineingelangt. Wie schon die John Davison das Tagebuch von Williams sicherstellen konnte, fand die Dido das nahezu unversehrte Tagebuch von Gardiner.

### South American Mission Society, Mission in Feuerland

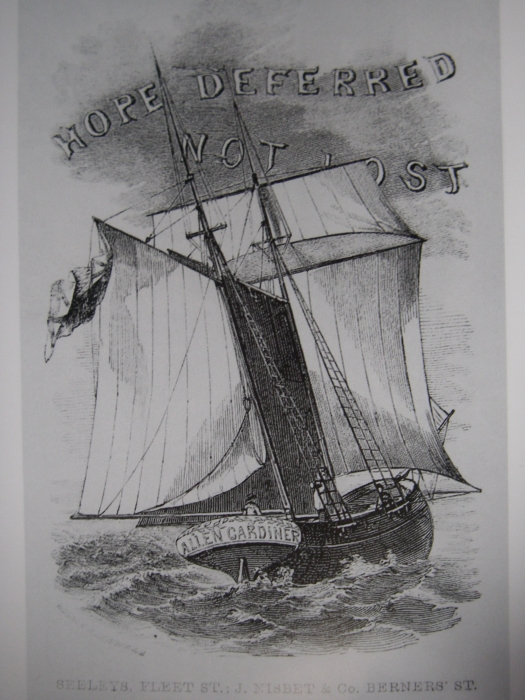
Die Allen Gardiner

Die Nachricht vom Tode Gardiner rief in England ein gewaltiges Echo hervor. Trotz des bisher deprimierenden Verlaufs der Missionsversuche unternahm die von Gardiner gegründete Patagonian Missionary Society mit Reverend George Packenham Despard einen neuen Anlauf. Der Schoner Allen Gardiner wurde gebaut und stach unter Kapitän William Parker Snow am 24. Oktober 1854 von Bristol aus in See. Auf Keppel, einer kleinen zu den Falklandinseln gehörigen Insel, wurde eine Missionsstation als Ausgangspunkt für die Missionierung von Feuerland gegründet. Bei einer ersten Erkundungsfahrt nach Feuerland nahm man Kontakt mit Jemmy Button auf, so wie es von Gardiner geplant war. Es gab einen regen Austausch, die Feuerländer reisten nach Keppel, die Missionare nach Wulaia (Isla Navarino), gemeinsam mit der einheimischen Bevölkerung begann man, eine Missionsstation zu bauen. Am 6. November 1859 erschlugen Einheimische jedoch acht von den neun Missionaren und Seemännern der Allen Gardiner. Der Anteil der Button-Familie an der Bluttat wurde nie ganz geklärt.
Mit Waite Hockin Stirling, erster Bischof der Falklandinseln, und Thomas Bridge, der später ein Wörterbuch Yámana-Englisch herausgab, gab es den lang ersehnten Aufschwung. 1864 wurde Gardiners Patagonian Missionary Society in South American Mission Society (SAMS) umbenannt. Es wurden die Missionsstationen in Ushuaia (1869), auf der Isla Bayly nahe Kap Hoorn (1888), an der Bahia Tekenika (Peninsula Hardy, 1892, 55° 21′ S, 68° 15′ W) und am Rio Douglas (Navarino, 1907, 55° 11′ S, 68° 6′ W) errichtet. Doch europäische Krankheiten und der Zusammenprall mit der europäischen Lebensweise bedeutete für viele Einheimische schnell den Tod, schon 1905 wurden nur noch 650 Yámana gezählt.

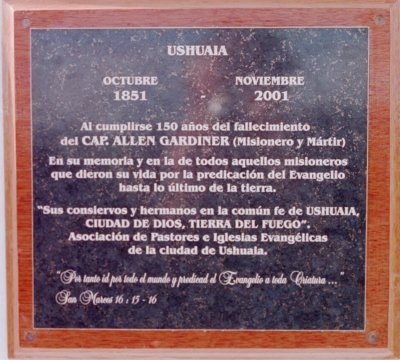
Gedenktafel für Gardiner

Charles Darwin, der aufgrund seiner beiden Feuerlandaufenthalte 1832/33 und 1834 einen engen Bezug zum Schauplatz der geschilderten Ereignisse hatte, war so beeindruckt von den Erfolgen der Mission und der „Wandlung“ der einheimischen Bevölkerung, dass er Förderer der SAMS wurde.
Die heute noch bestehende SAMS feierte 2001 den 150. Todestag ihres Gründers Allen Gardiner.
Zu Ehren von Gardiner wurde die kleine Insel in Banner Cove (Isla Gardiner, 55° 0′ S, 66° 56′ W) und eine Bucht an der Peninsula Hardy in der Nähe der oben erwähnten Missionsstation (Bahía Allen Gardiner, 55° 24′ 0″ S, 68° 18′ 0″ W) nach ihm benannt. In der anglikanischen Kirche wird der Todestag Gardiners, der 6. September, als Allen Gardiner Day begangen.